# Facundo Roncaglia
Facundo Sebastián Roncaglia (Chajarí, 10 de fevereiro de 1987) é um futebolista argentino que atua como zagueiro e lateral-direito. Atualmente joga no Sarmiento de Junín.
Na final da Copa Libertadores da América de 2012, Roncaglia marcou um gol no primeiro jogo contra o Corinthians.

## Carreira

### Espanyol
Em 2009, o Boca Juniors emprestou o zagueiro ao Espanyol até o início de 2010 para que fosse o reforço para disputar a La Liga de 2009–10.

### Fiorentina
Em 28 de junho de 2012, Roncaglia assinou contrato para a transferência para a Fiorentina; devido a isso ele não pôde jogar o segundo jogo da final da Libertadores 2012.

### Genoa
No dia 28 de agosto de 2014, foi emprestado ao Genoa por uma temporada.

### Celta de Vigo
Em julho de 2016, Roncaglia acertou com o Celta de Vigo.

## Seleção Nacional
Estreou pela Seleção Argentina principal no dia 15 de novembro de 2013, em um amistoso contra o Equador.

## Títulos
Boca Juniors
- Campeonato Argentino (Apertura): 2008–09, 2010–11 e 2011–12
- Copa Argentina: 2011–12
- Supercopa Argentina: 2022

Estudiantes
- Campeonato Argentino (Apertura): 2010–11

Valencia
- Copa do Rei: 2018–19